# Marcgravia patellulifera
Marcgravia patellulifera là một loài thực vật có hoa trong họ Marcgraviaceae. Loài này được de Roon mô tả khoa học đầu tiên năm 1970.